# نيك غراهام (لاعب دوري الرغبي)
نيك غراهام (بالإنجليزية: Nick Graham)‏ هو لاعب دوري الرغبي أسترالي، ولد في 10 يناير 1974 في سيدني في أستراليا.